# BK-46 Karis (házená mužů)
BK-46 Karis je finsky mužský házenkářský klub z města Raseborg, sídlící v části Karis. Spolu s házenkářským oddílem žen a fotbalovým oddílem tvoří jeden klubový celek, který vznikl v roce 1946. Je 20násobný mistr země, 3násobný mistr země v "11-tkové" házené a 11násobný vítěz národního poháru, což z něj dělá nejúspěšnější finský házenkářský klub historie. Z mezinárodních úspěchů jsou nejhodnotnější osmifinálová účast v Poháru vítězů pohárů a Poháru EHF. Momentálně (2012) hraje nejvyšší domácí soutěž, Luettelo käsipallon SM-mitalisteista.

## Úspěchy
Finská nejvyšší soutěž:
- 20 x –1968, 1979, 1980, 1983, 1984, 1985, 1986, 1987, 1988, 1989, 1991, 1992, 1994, 1995, 1996, 1997, 1998, 2002, 2003, 2006
- 3 x –1957, 1958, 1959 (házená venku s 11 hráči)
- 5 x –1990, 1993, 1999, 2001, 2004
- 3 x –1966, 1972, 2007

Vítěz Finského poháru:
- 11 x –1985, 1986, 1987, 1989, 1990, 1991, 1993, 1994, 1996, 1998, 2006

## Evropské soutěže
Liga mistrů:
- 1994/95: 16-finále
- 1995/96: 16-finále
- 1996/97: 16-finále
- 1997/98: 16-finále
- 1998/99: 16-finále

Pohár vítězů pohárů:
- 1993/94: osmifinále

Pohár EHF:
- 2003/04: osmifinále

Vyzývací pohár:
- 2002/03: semifinále